# 英德日赫·斯沃博达
英德日赫·斯沃博达（捷克語：Jindřich Svoboda，1952年9月14日—），捷克男子足球运动员，司职前锋。他曾代表捷克斯洛伐克国奥队参加1980年夏季奥林匹克运动会足球比赛，获得一枚金牌。